# 1986年中国大陆
| 中国历史 / 中国历史年表 |
| 世紀： 19世纪中国 / 20世纪中国 / 21世纪中国 |
| 年代： 1950年代中国大陆 / 1960年代中国大陆 / 1970年代中国大陆 / 1980年代中国大陆 / 1990年代中国大陆 / 2000年代中国大陆 / 2010年代中国大陆                     |
| 年份： 1982年中国大陆 / 1983年中国大陆 / 1984年中国大陆 / 1985年中国大陆 / 1986年中国大陆 / 1987年中国大陆 / 1988年中国大陆 / 1989年中国大陆 / 1990年中国大陆 |
| 纪年： 丙寅年（虎年）、中华人民共和国成立37周年 |

## 黨和國家領導人

### 最高領導人
- 中國共產黨中央委員會總書記：胡耀邦

### 國家元首
- 中華人民共和國主席：李先念

### 政府首腦
- 中華人民共和國國務院總理：趙紫陽

## 大事記

### 3月
- 3月21日——中国宣布暂停大气层核试验。

### 5月
- 5月4日——中华人民共和国开始在全国范围正式实行夏时制，至9月14日结束。
- 5月9日——崔健於北京舉行的「紀念國際和平年百名歌星演唱會」上首次演唱《一無所有》。並且一炮而紅。成為了中國第一位搖滾歌星。中國搖滾樂誕生。
- 5月26日——中国环渤海经济区成立。

### 8月
- 8月7日——中、法合資的潿洲10-3油田開始試運，成為中國於南海水域開採的第一個油田[1]。

### 11月
- 11月25日——中国长江科考漂流队征服长江。

### 12月
- 12月上旬至翌年初——安徽合肥的中国科学技术大学学生因为官员贪污、不遵守「新選舉法」、違法干涉基層民主選舉等原因上街请愿，上海、北京、天津、武汉等地各高校相继发生学潮，即八六学潮，要求政府进行民主化改革，此举受到黨內保守派的施壓，导致時任中共中央總書記胡耀邦下臺。